# 奈良屋茂左衛門
奈良屋 茂左衛門（ならや もざえもん）は、江戸時代中期の江戸の材木商である。

## 来歴
通称奈良茂（ならも）。姓は神田（かんだ）。4代目勝豊が知られ、勝豊を初代とする数え方もある。奈良屋は寛永年間（1624年 - 1644年）以降、代々江戸・深川霊岸島（れいがんじま）に住んだ。
『江戸真砂六十帖』に拠れば、初代勝儀、2代目勝実、3代目豊勝までの茂左衛門は、裏店住いの車夫ないしは小揚人足などをして言われるが、4代目が大成した後の由緒書きで誇張が含まれるとも指摘される。
4代目勝豊（寛文2年（1662年）？ - 正徳4年6月13日（1714年7月24日））は、2代目茂左衛門の子。幼名は茂松、あるいは兵助。号は安休。材木問屋の「宇野屋」に奉公し、『江戸真砂六十帖』に拠れば28歳で独立。材木商として明暦の大火や日光東照宮の改築、将軍綱吉の寺社造営などを契機に御用商人となり、一代で急成長したという。吉原の遊女を身請けするなど、紀伊國屋文左衛門に対抗して放蕩の限りを尽くしたという。その後は材木商を廃業し、家屋敷を買い集めて地代収入を得る。

勝豊の子である5代目広璘（元禄8年（1695年） - 享保10年9月3日（1725年10月8日））と、分家した弟・勝屋の代に遊興で家産を使い果たし同家の経営は衰退したという。
6代目勝屋は5代目の兄広璘の没後に跡を継ぎ細々と足袋屋をしていたようだが、それでも1744年（延享元年）には幕府から買米を命じられており、7代目の頃にも江戸町会所で有力商人に揚げられている。子孫は、大正年間（1910年代 - 1920年代）まで千住で質屋を営んでいたと言われる。